# Santa Margherita di Belice
Santa Margherita di Belice település Olaszországban, Szicília régióban, Agrigento megyében. Lakosainak száma 6056 fő (2023. január 1.). Santa Margherita di Belice Contessa Entellina, Menfi, Montevago, Salaparuta és Sambuca di Sicilia községekkel határos.

## Népesség
A település lakossága az elmúlt években az alábbi módon változott:
| Lakosok száma | 6386 | 6338 | 6056 |
|               | 2017 | 2018 | 2023 |